# Rudi Bach
Rudi Bach, nato Anton Rudolf Bach (Amburgo, 20 gennaio 1886 – ...), è stato un regista tedesco.
Usò anche lo pseudonimo Idur Rivus.

## Biografia
Rudi Bach studiò a Vienna, dove - dopo la scuola di primo grado - frequentò una scuola di pittura e il conservatorio. A diciassette anni, fece i suoi esordi in teatro recitando in alcune farse. Venne diretto da Josef Jarno al Theater in der Josefstadt e al teatro di operetta Monti di Berlino dove fu assunto come primo comico. In seguito, lavorò anche come cabarettista.
Nel 1912, Bach entrò in contatto con il mondo del cinema dove iniziò una carriera essenzialmente di regista comparendo, però, talvolta anche davanti alla cinepresa in veste di attore. La gran parte dei suoi film consisteva in cortometraggi, come si usava all'epoca, quando il lungometraggio non aveva ancora preso piede. Bach, ai suoi primi passi da regista, diresse Purzel, una popolare serie di comiche. In dieci anni, il regista girò più di un centinaio di pellicole. Si ritirò dagli schermi nel 1922, dopo aver lavorato per una compagnia di Hannover.
Bach, che usò occasionalmente anche lo pseudonimo Idus Rivus, viene considerato lo scopritore dell'attrice Lissy Arna.

## Filmografia

### Regista
- Purzel als Tennisspieler (1912)
- Wenn die rote Heide blüht, co-regia di Hanna Henning (1918)
- Lissys Flimmerkur (1919)
- Tom Black, der Verbrecherfürst, 1. Teil - Die Teufelsuhr
- Zwischen Lipp' und Kelchesrand
- Herrin ihrer Tat
- Die Erbschaft der Inge Stanhope
- Das Geheimnis von Schloß Totenstein
- Arme, kleine Eva - 2. Teil
- Der Held des Tages (1921)
- Die büßende Magdalena

### Attore
- Pantoffelhelden
- Purzel als Tennisspieler, regia di Rudi Bach (1912)
- Tausend und eine Frau. Aus dem Tagebuch eines Junggesellen
- Wenn die rote Heide blüht, regia di Rudi Bach e Hanna Henning (1918)